# Tram 2000

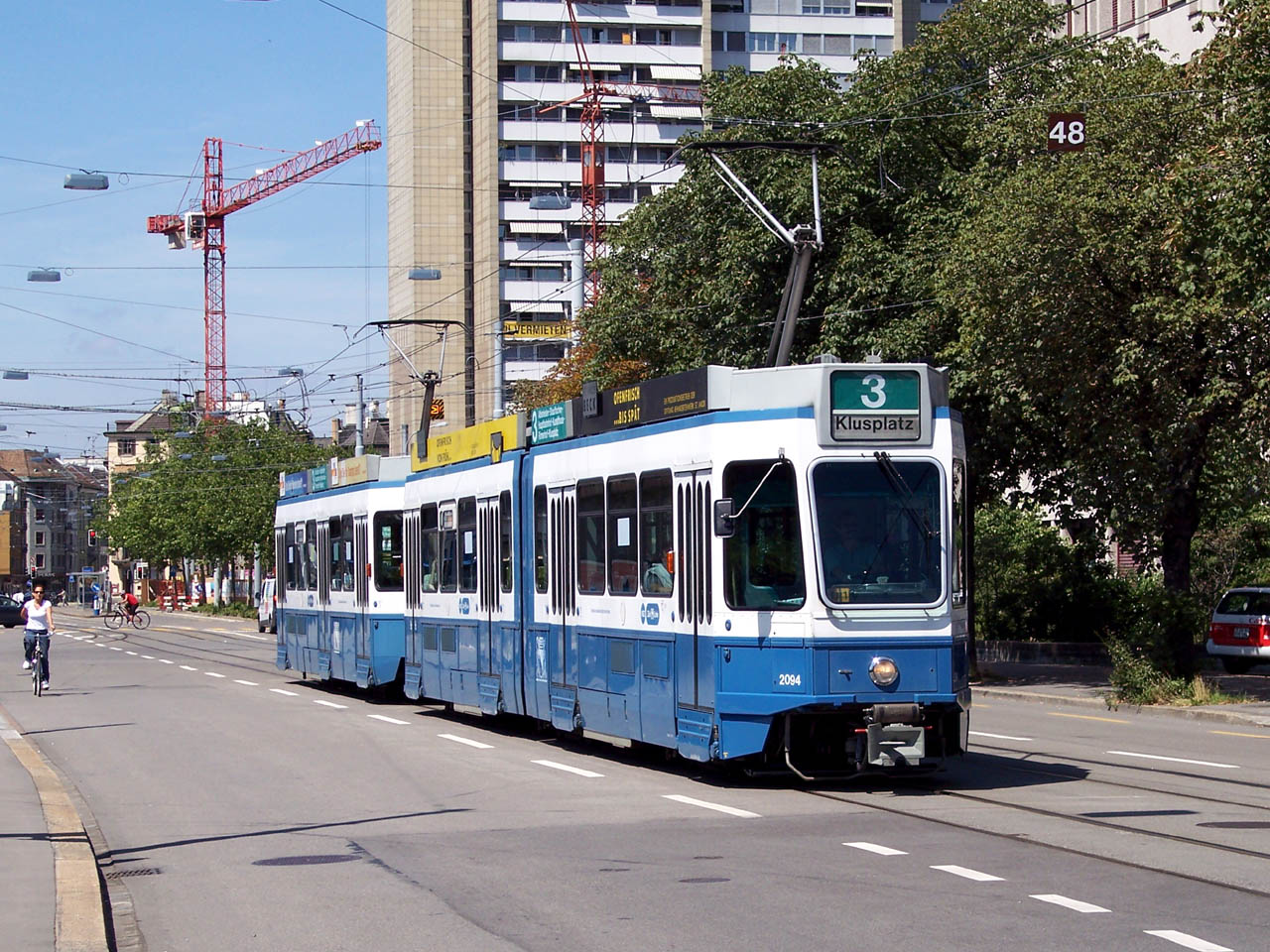
Система з вагонів Be 4/6 та Be 2/4

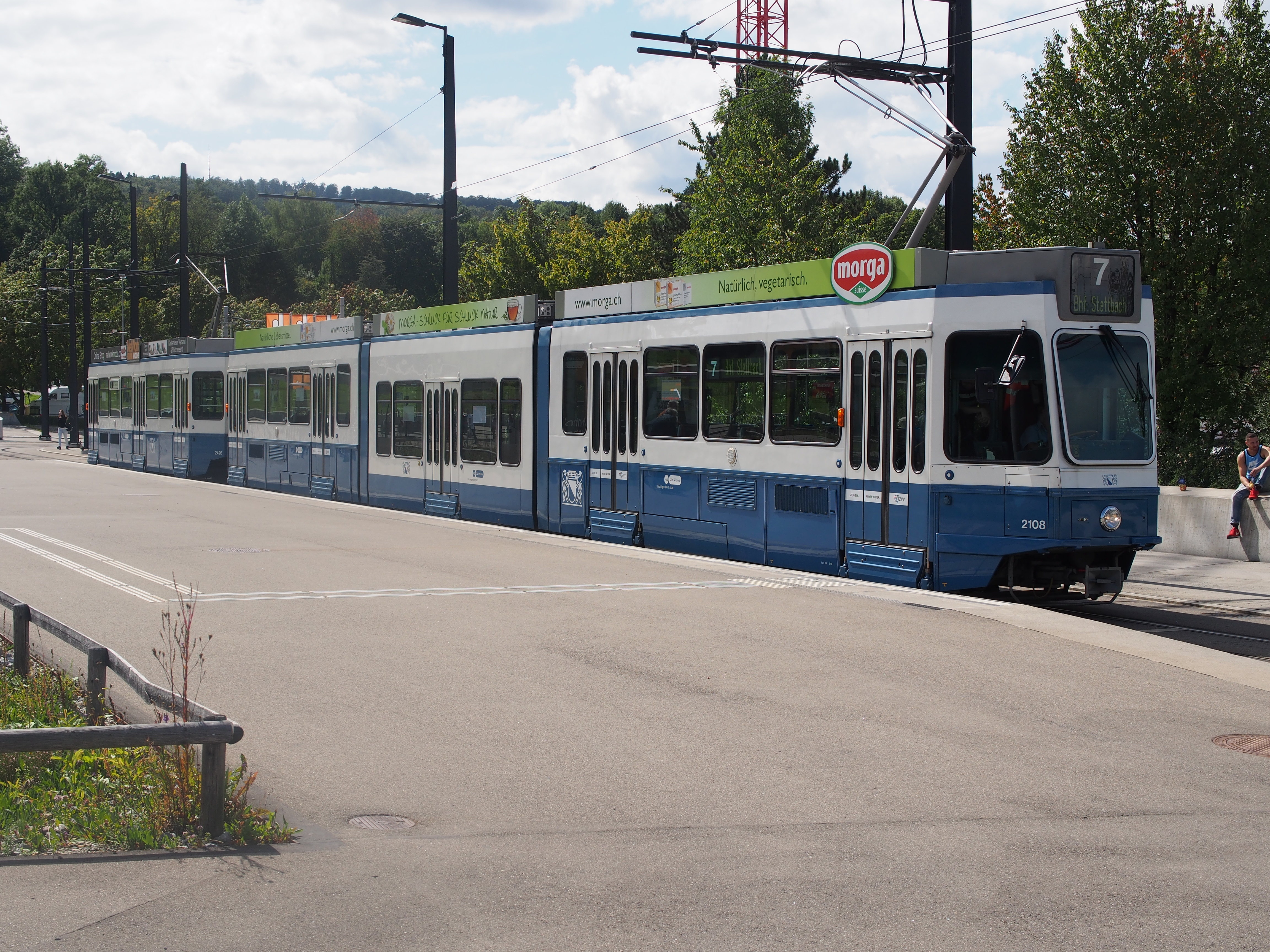
Система з вагону з низькопідлоговою секцією Be 4/8 «Sänfte» та причіпного вагону Be 2/4 «Pony»

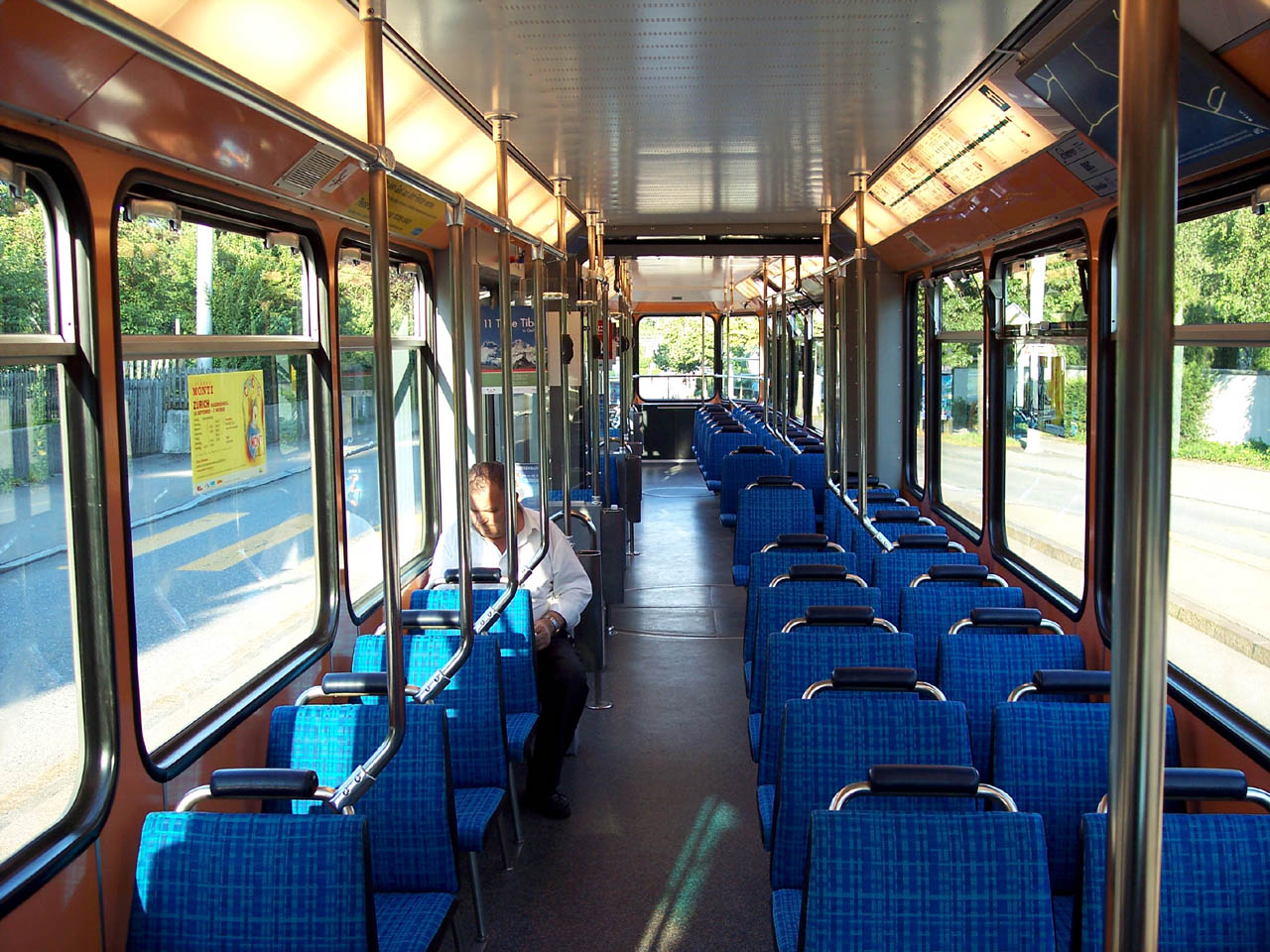
Інтер'єр вагона моделі Be 4/6

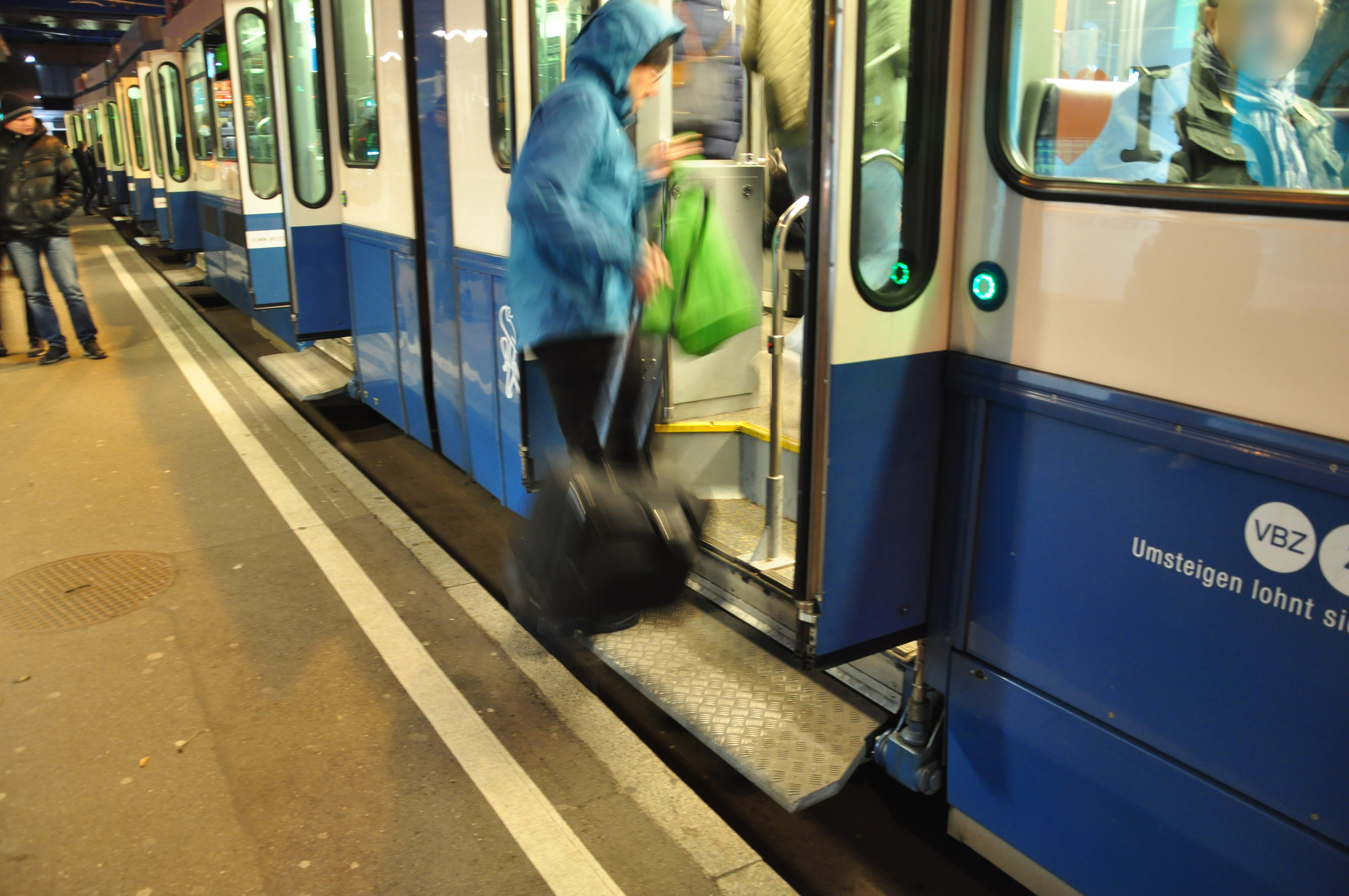
Двері вагонів обладнано відкидними сходинками, які висуваються назовні

Tram 2000 — модель трамвая, яка початково була розроблена для Verkehrsbetriebe Zürich (VBZ), муніципального транспортного оператора швейцарського міста Цюрих, і вперше представлена у 1976 році. Згодом для VBZ були створені інші варіанти цього типу, а також для інших швейцарських операторів та для італійського міста Генуя. Останні транспортні засоби цього проекту були поставлені у 1994 році, але цей тип все ще використовується його початковими користувачами.
Tram 2000 має конструкцію з високою підлогою та має як односекційну версію з двома візками, так і двох- або трисекційні зчленовані з трьома чи чотирма візками відповідно. Існують варіанти як для метрової колії, так і для стандартної колії 1435 мм, які можуть бути як односторонніми, так і двосторонніми. Усі транспортні засоби мають однакову кутасту форму кузова.
- Кількість: 171 шт;
- Роки виробництва: 1976-1992;
- Ширина колії: 1000 мм;
- Довжина: 21,4м (Be 4/6), 15,4 м (Be 2/4 «Pony»), 28 м (Be 4/8 «Sänfte»);
- Висота: 3,6 м;
- Ширина: 2,2 м;
- Маса порожнього вагона: 26,5 т (Be 4/6); 18,5 т (Be 2/4 «Pony»); 31 т (Be 4/8 «Sänfte»);
- Струм: 600 В постійний;
- Сидячих місць: 50 (Be 4/6), 36 (Be 2/4 «Pony»), 68 (Be 4/8 «Sänfte»);
- Стоячих місць: 107 (Be 4/6), 114 (Be 4/6 без кабіни водія), 80 (Be 2/4 «Pony»), 142 (Be 4/8 «Sänfte»).

## Історія
У 1976 році компанія Verkehrsbetriebe Zürich (VBZ) отримала свою першу партію з 60 вагонів Tram 2000 для використання в трамвайній системі Цюриха. Це були зчленовані двосекційні трамваї із трьома візками метрової колії. Центральний візок підтримує шарнірне з’єднання між секціями, і лише зовнішні візки працюють із приводом, така модель позначається у Швейцарії, як Be 4/6. Оскільки мережа VBZ має поворотні петлі на всіх кінцевих станціях, вагони є односторонніми (мають кабіну водія та двері лише з одного боку). Кузови вагонів були виготовлені компанією SWS, візки — компанією SIG, а електрообладнання — компанією BBC. 45 вагонів мали стандартну конфігурацію, тоді як 15 не мали кабіни водія і тому придатні лише для використання як друга одиниця в зчепленій парі. Назва Tram 2000 походить від нумерації, застосованої до цих трамваїв, але також відображає модернізацію парку, ознакою якої їхнє впровадження.
Форхбан, приміська легка залізниця метрової колії в передмісті Цюриха, яка має спільні колії з системою міського трамваю VBZ, також отримала свої перші вагони Tram 2000 у 1976 році. Ці вагони трохи ширші, ніж їхні аналоги VBZ, і не є зчленованими транспортними засобами, що постійно працюють у парах з кабіною на кожному кінці пари. Вони мають швейцарське позначення типу Be 8/8, і 11 таких одиниць були поставлені з 1976 по 1986 рік. Паралельно з цими вагонами протягом 1981 та 1982 років були поставлені чотири безмоторні причепні вагони типу Bt.
У 1981 році трамвайна система Невшателя отримала чотири відповідні двосторонні моторні вагони та керовані причепи, дизайн яких походить від вагонів Форхбану. Їх виготовила компанія SWS, тоді як у 1988 році було додано ще два вагони з кузовами виробництва Schindler Waggon і візки виробництва SIG.
У 1985 році почалася поставка другої партії трамваїв у Цюрих. Оскільки SWS більше не займалася торгівлею, механічну частину постачала компанія Schindler Waggon. З цієї партії 53 вагони були схожі на стандартну модель, поставлену раніше, тоді як ще 20 були незчленованими під назвою Be 2/4. Подібно до 15 некерованих одиниць попередньої партії, ці вагони не мають кабіни водія і придатні для використання лише в зчеплених парах. Цей тип був спеціально розроблений, щоб дозволити оптимальне використання довжини платформи на певних зупинках, де розширення платформи неприйнятні. Постачання другої партії тривало до 1987 року.
У 1987 і 1988 роках SWP / SIG / ABB побудувала партію з дев'яти двосторонніх вагонів Be4/8 для Regionalverkehr Bern-Solothurn (RBS) для використання на приміській трамвайній лінії RBS до Ворба.
Для відкриття метро Генуї у 1990 році було побудовано партію із шести двосторонніх одношарнірних вагонів стандартної колії Be 4/6 за проектом Tram 2000. На відміну від своїх аналогів у швейцарських трамваях, ці високопідлогові вагони працюють із розділеним пріоритетом і обслуговують станції з відповідними високими платформами.
Третя і остання партія трамваїв для VBZ була поставлена в 1991-1992 роках. Це включало ще 23 стандартних зчленованих одиниці та ще 15 безшарнірних причіпних вагонів. На відміну від попередніх партій, ці трамваї мають трьохфазні двигуни змінного струму. Незважаючи на електричні відмінності між партіями, усі одиниці VBZ Tram 2000 можна поєднати в пари для роботи з кількома одиницями.
Друга партія з восьми вагонів Форхбан була доставлена у 1994 році і мала стати останніми трамваями, побудованими за проектом Tram 2000. Як і їхні попередники, ці вагони були односекційними з кабіною в одному кінці, але дверима з обох боків, призначеними для роботи спина до спини. Однак вони не пов'язані постійно, і тому класифікуються як Be 4/4.

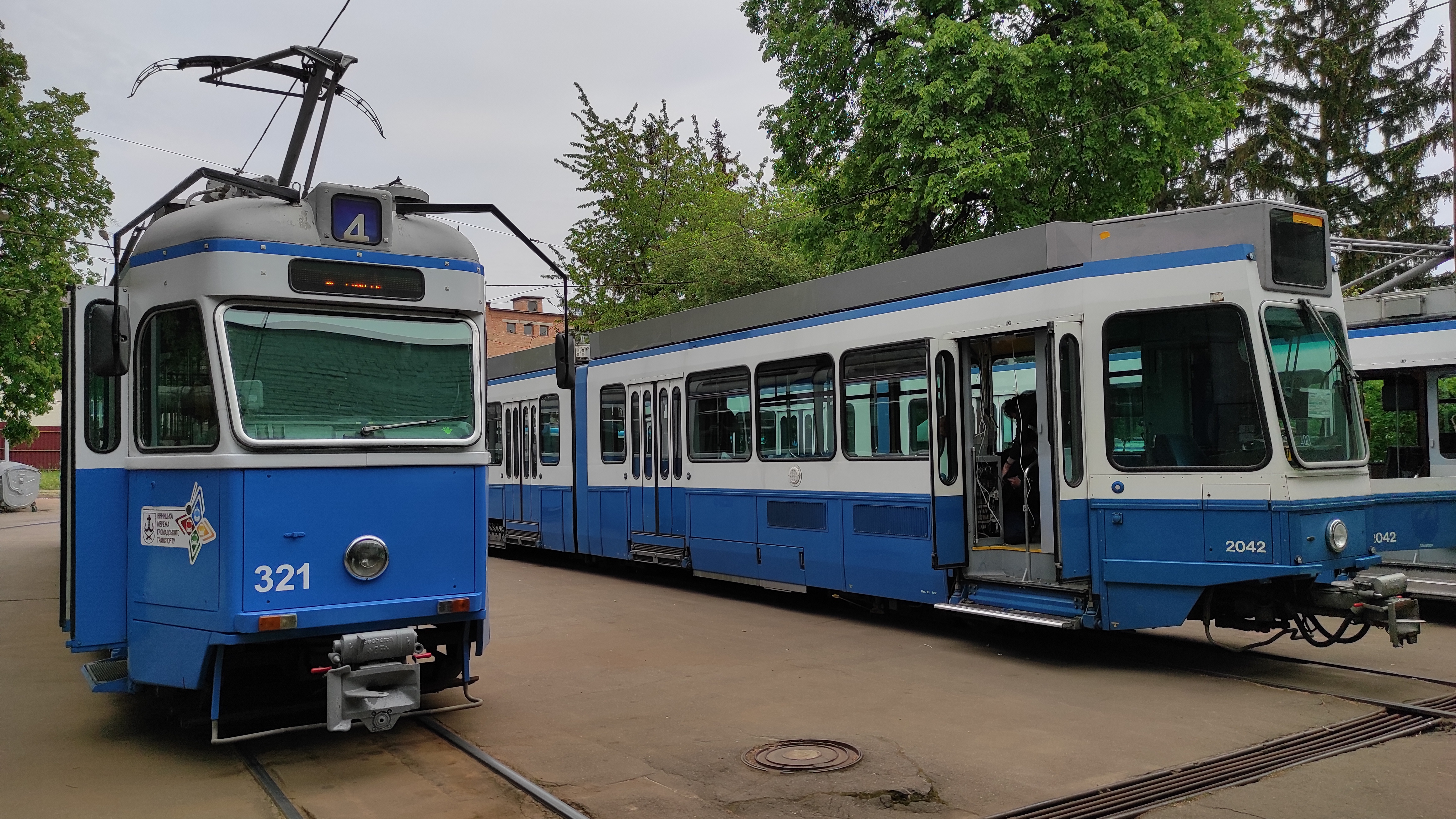
Вагон Tram 2000 у депо Вінниці

На початку 2000-х VBZ вирішила модернізувати деякі старі трамваї з додаванням до них низькопідлогової секції, і, як прототип, центральна секція Tram 2000 була побудована власними майстернями VBZ здебільшого із запасних частин. Цю секцію було додано до вагону №2113 у 2001 році, після чого він пройшов ретельні випробування. Після успішного завершення цих робіт 22 ідентичні секції були замовлені у Winpro (раніше SLM) з використанням візків від Alstom. Вони були вставлені у вагони 2099-2112/2114-2121 у 2004 та 2005 роках. Ця реконструкція розширює ці трамваї з конфігурації Be 4/6 до Be 4/8. Подібним чином у 2010 році бернські вагони були перероблені з Be 4/8 на Be 4/10 із додаванням нової секції з низькою підлогою.
Станом на 2013 рік масштабного вилучення транспортних засобів Tram 2000 не відбулося, і модель все ще використовується всіма початковими користувачами. Проте VBZ запросив тендер на постачання 30 нових трамваїв разом з можливістю постачання ще 70 додаткових, щоби почати заміну. Перші нові трамваї мали бути поставлені в грудні 2016 року, після чого очікується значне вилучення моделі Tram 2000.
Починаючи з 2022 року VBZ припиняє роботу Tram 2000. Більшість буде списано на металобрухт, але 35 одиниць буде передано українському місту Вінниця, як це раніше зробив VBZ зі своїми вагонами Karpfen і Mirage 1960-х років. 1 квітня 2023 року перший вагон з цієї партії був доставлений до Вінниці.

## Модифікації
Було побудовано наступні варіанти конструкції Tram 2000:
| Фото      | Місто       | Номери           | Умовне позначення моделі | Роки виготовлення    | Опис |
| --------- | ----------- | ---------------- | ------------------------ | -------------------- | --- |
|           | Цюрих       | 2001-2098        | Be 4/6                   | 1976-1978, 1985-1987 | Двосекційний зчленований вагон для Цюриха. Вагони 2301-2315 виготовлені без кабіни водія і використовуються як причепні. |
| 2301-2315 | Цюрих       | 1978             | Be 4/6                   |                      | Двосекційний зчленований вагон для Цюриха. Вагони 2301-2315 виготовлені без кабіни водія і використовуються як причепні. |
|           | Цюрих       | 2099-2121        | Be 4/8                   | 1992-1993            | Спочатку ці вагони також були двосекційні, аналогічно до №№2001-2098 років, між 1999 і 2005 роками вони були реконструйовані з додаванням третьою центральною секції з низькою підлогою. |
|           | Цюрих       | 2401-2435        | Be 2/4                   | 1985-1987, 1992-1993 | Односекційний моторний причіпний вагон без кабіни водія. Ці вагони були виготовлені двома частинами у 1985-1987 та 1992-1993 роках. Як і 2301-2315, вони працюють другою одиниця разом з іншим вагоном. |
|           | Форхбан     | 21/22-31/32      | Be 8/8                   | 1976-1986            | Системи, що складаються з пари вагонів, постійно з’єднаних спиною до спини, з кабіною водія на кожному кінці пари та дверима з обох боків. |
|           | Форхбан     | 51-58            | Be 4/4                   | 1994                 | Вагони з кабіною з одного боку та дверима з обох боків. |
|           | Форхбан     | 201-204          | Bt                       | 1981-1982            | Безмоторні причіпні вагони, для використання з агрегатами 21/22-31/32, з кабіною в одному кінці та дверима з обох боків. |
|           | Невшатель   | 501-506; 551-554 | Be 4/4; Bt               | 1981; 1988           | Поєднання двосторонніх моторних вагонів (501-506) та причіпних вагонів (551-554) у дизайні, що походить від вагонів Forchbahn. Усі вони були побудовані компанією SWS у 1981 році, за винятком останніх двох вагонів, 505–506, які були виготовлені у 1988 році та мали кузови, виготовлені компанією Schindler Waggon (у тому ж стилі, що й вагони 501–504), а також візки компанії SIG. |
|           | Берн        | 81-89            | Be 4/10                  | 1987-1988            | Це двошарнірні агрегати з кабінами з обох кінців і дверима з обох боків. Належать Regionalverkehr Bern-Solothurn (RBS), вони були побудовані SWP / SIG / ABB як Be 4/8 для використання на приміській трамвайній лінії до Ворба. У 2010 році компанія Stadler розширила їх, додавши нову секцію з низькою підлогою.                                                                       |
|           | Метро Генуї | 01-06            | AMT "Series 0"           |                      | Зчленовані високопідлогові вагони зі стандартною колією (1435 мм), виготовлені Stanga за ліцензією для метро Генуї. |

## Дивіться також
- Цюрихський трамвай
- Вінницький трамвай
- Форхбан
- Невшательський трамвай
- Бернський трамвай
- Генуезький метрополітен